# گورستان توران پشت

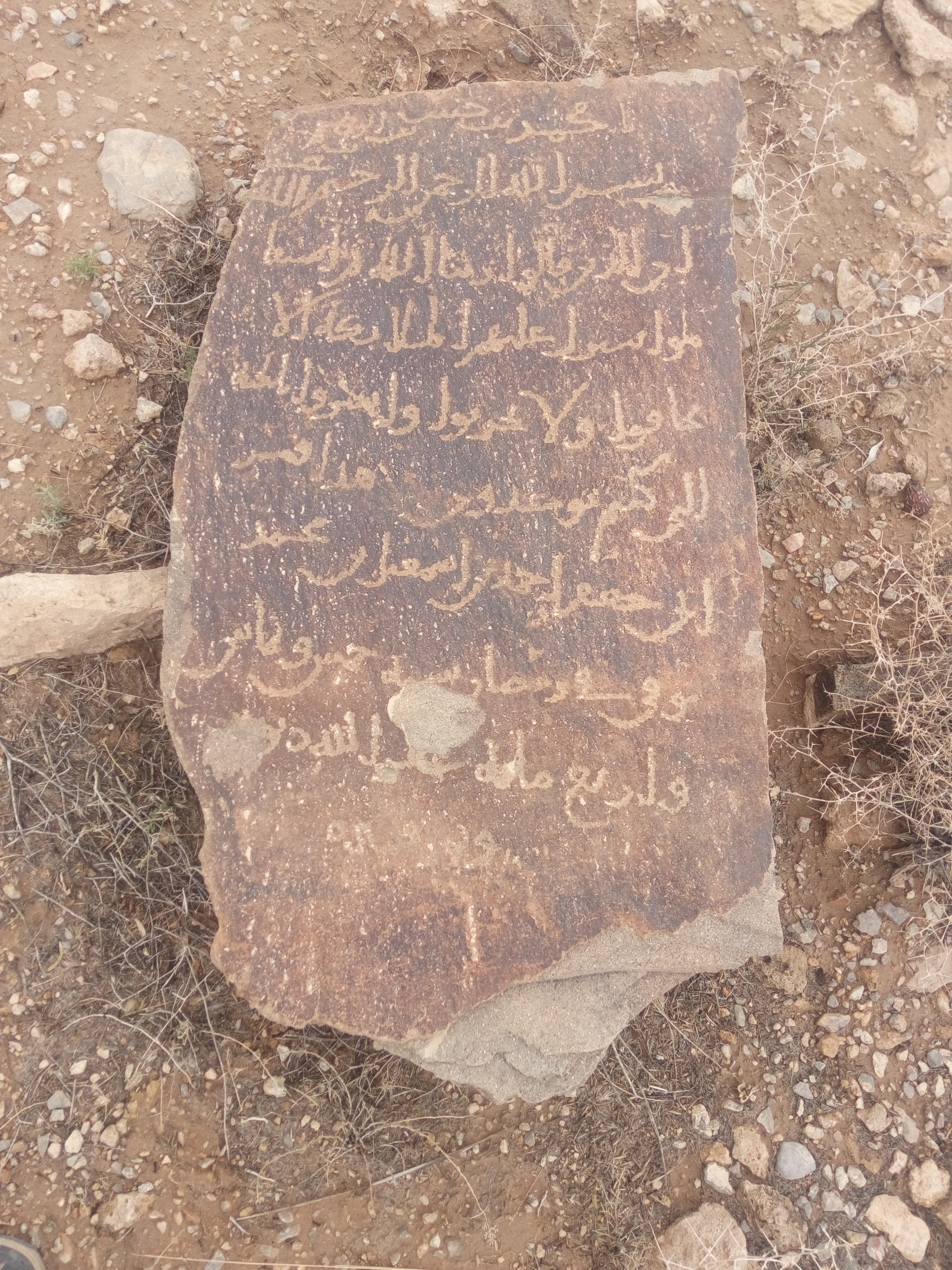
سنگ قبر قدیمی به خط کوفی

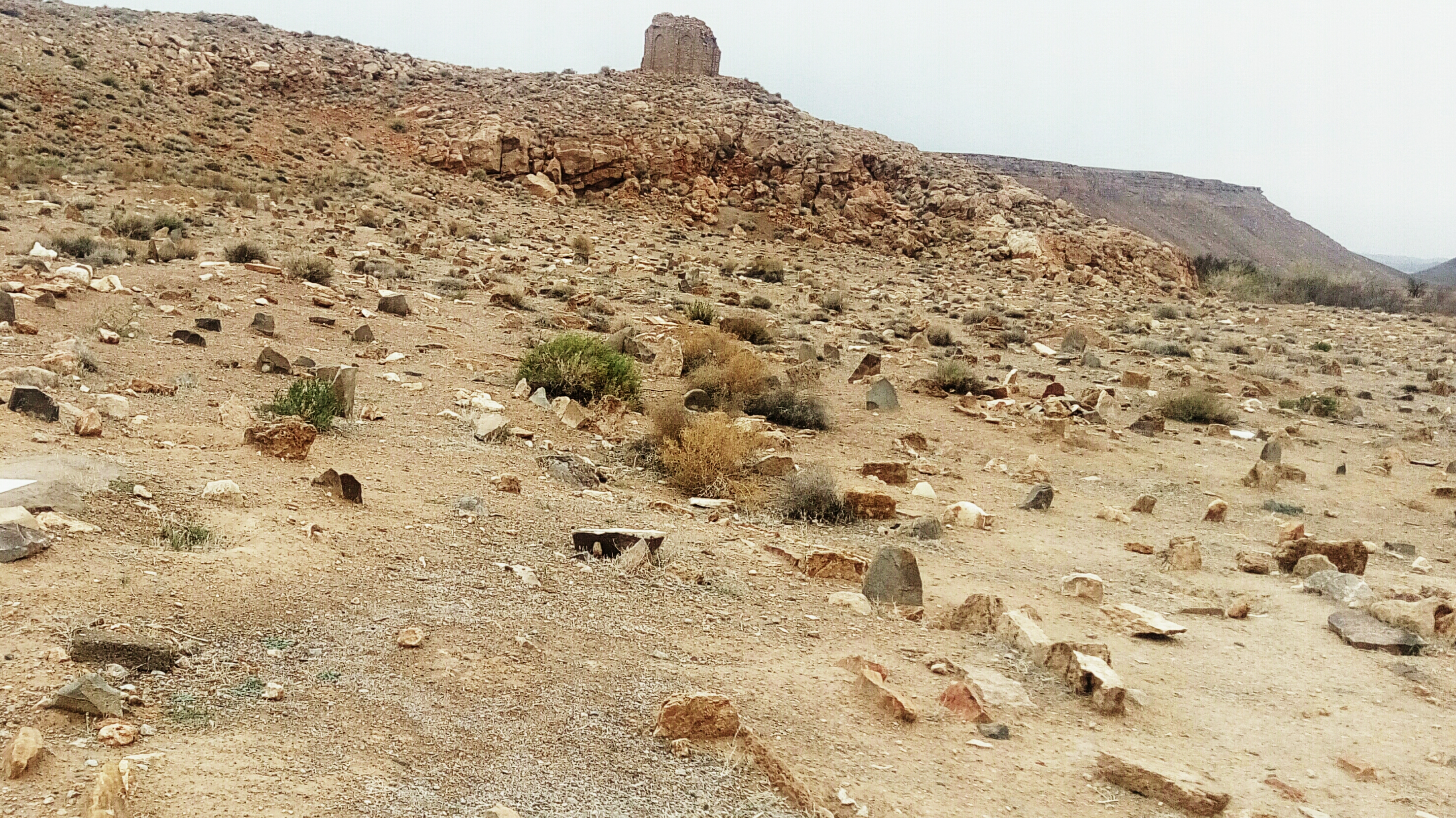
نمایی از گورستان قدیمی توران پشت

گورستان توران پشت مربوط به سدهٔ ۵ تا ۱۱ ه.ق است و در شهرستان تفت، روستای توران پشت واقع شده و این اثر در تاریخ ۲۵ اسفند ۱۳۷۹ با شمارهٔ ثبت ۳۶۱۱ به‌عنوان یکی از آثار ملی ایران به ثبت رسیده است.